# Lithothamnion proliferum
Lithothamnion proliferum Foslie, 1904  é o nome botânico  de uma espécie de algas vermelhas  pluricelulares do gênero Lithothamnion, subfamília Melobesioideae.
- São algas marinhas encontradas na Índia, Indonésia, Madagascar, Austrália e Fiji.

## Sinonímia
- Mesophyllum proliferum  (Foslie) Adey, 1970